# Rogóźno (jezioro)
Rogóźno – jezioro krasowe na Pojezierzu Łęczyńsko-Włodawskim, koło wsi Rogóźno (Rogóżno).
Powierzchnia jeziora wynosi 57 ha, długość 938 m, szerokość 850 m, głębokość 24,5 m. Lustro wody leży na wysokości 167 m n.p.m.
Jezioro bezodpływowe, ma kształt leja. Brzegi strome.